# Rivaille Ackermann
Rivaille Ackermann (リヴァイ・アッカーマン?, Rivai Akkāman, adattato anche come Levi Ackermann) è un personaggio immaginario ideato da Hajime Isayama e uno dei personaggi secondari della serie manga L'attacco dei giganti. È un soldato che lavora per la Squadra Operazioni Speciali del Corpo di Ricognizione (調査兵団特別作戦班?, Chōsa Heidan Tokubetsu Sakusen-han), nota anche come Squadra di Rivaille (リヴァイ班?, Rivai-han), un'unità composta da quattro soldati d'élite con impressionanti record di combattimento, scelti personalmente da lui. La squadra prende il protagonista Eren Jaeger sotto la propria protezione, agendo sia come guardie del corpo sia come potenziali esecutori testamentari, nel caso in cui dovesse perdere il controllo.
Sebbene Rivaille sia un personaggio secondario, il suo passato viene esplorato quando entra in conflitto con il suo ex mentore Kenny, sia nella serie principale sia nel manga spin-off Attack on Titan: No Regrets.
Nell'adattamento anime della serie, è doppiato da Hiroshi Kamiya in giapponese e da Daniele Raffaeli in italiano. La sua interpretazione in No Regrets non mostra grandi differenze nella caratterizzazione, nonostante si tratti del suo retroscena. La critica ha accolto molto positivamente il suo personaggio, apprezzandone il ruolo di supporto all'interno del cast principale e, in particolare, la sua relazione con Kenny. La popolarità di Rivaille gli ha fatto vincere numerosi premi e sondaggi. Il suo ruolo nel prequel No Regrets ha ricevuto un'accoglienza generalmente favorevole per aver approfondito la sua storia.

## Concezione e sviluppo
Rivaille venne modellato dall'autore del manga Hajime Isayama sul personaggio di Watchmen, Rorschach, e prese il nome da un bambino che Isayama notò nel documentario Jesus Camp. L'autore osservò di aver dato a Rivaille una statura simile a quella di Rorschach, ma anche un'ossessione per la pulizia, come contrasto alla sporcizia che caratterizza quest'ultimo. Isayama decise che Mikasa, Rivaille e Kenny discendessero tutt'e tre dalla stessa famiglia: gli Ackermann; tuttavia affermò la stirpe non ha un'innato senso di proteggere chi gli sta a cuore, come afferma Eren nel manga, ma "fa solo parte della loro natura".
Prima che Hikaru Suruga iniziasse a disegnare il manga L'attacco dei giganti - Birth of Rivaille, il suo caporedattore le suggerì di visitare i G-Cans, affinché potesse visualizzare meglio i sotterranei dove Rivaille e gli altri vivono all'inizio della storia. Durante il processo di disegno, Suruga cercò di disegnare Rivaille in modo che apparisse più giovane rispetto la serie principale. Notò inoltre che la sua mancanza di espressività rese difficile decidere quali emozioni fargli mostrare.

### Doppiaggio
Rivaille è doppiato da Hiroshi Kamiya nella versione originale giapponese. Kamiya descrisse il suo personaggio come "stoico e freddo", un germofobo e "il soldato più forte dell'umanità", divenendo già popolare prima del debutto dell'anime. Quando gli fu assegnato il ruolo di Rivaille, l'attore dichiarò di aver sentito una certa pressione. Nonostante la popolarità del personaggio, nessuno dello staff conosceva davvero il suo passato, il che lo rendeva difficile da interpretare. Dopo aver consultato il regista Tetsuro Araki e il compositore Masafumi Mima, Kamiya scoprì che Rivaille non era così sovrumano come aveva inizialmente immaginato. Di conseguenza, studiò attentamente le scene d'azione e le espressioni del personaggio per rappresentarne correttamente le emozioni. A partire dalla terza stagione dell'anime, Kamiya apprezzò l'introduzione del mentore di Rivaille, Kenny, poiché la connessione tra i due rese Rivaille un personaggio più comprensibile al pubblico. Kamiya è diventato amico del doppiatore che doppio Kenny, Yamaji Kazuhiro, per rendere più autentica la loro relazione conflittuale, come se fossero destinati a combattere. Di conseguenza, secondo Kamiya, Rivaille diventò ancora più popolare grazie alla storia esplorata nella terza stagione.
Nell'edizione italiana è stato doppiato da Daniele Raffaeli.

## Biografia del personaggio
Rivaille è conosciuto come il soldato più potente dell'umanità e capo di una squadra d'élite del Corpo di Ricognizione. Hange osserva che è un po' un "maniaco della pulizia". Il capitano Kenny Ackermann, in seguito, nota che la cattura di Eren e Historia ha a che fare con Rivaille, a cui si riferisce come "Rivaille Ackermann". Kenny si rivela essere lo zio materno di Rivaille, che lo ha cresciuto dopo la morte di sua madre, Kuchel.
Più tardi, Rivaille viene gravemente ferito da un'esplosione progettata da Zeke Yeager (fratello di Eren). Rimane in uno stato di pre-morte fino a quando Hange Zoë lo trova e fugge con lui, stringendo un'alleanza con il comandante Theo Magath e Pieck Finger per abbattere Eren. Alla fine, Rivaille si riprende, si unisce alla battaglia e riesce a uccidere Zeke, mantenendo così la sua promessa a Elvin di eliminare il Gigante Bestia.

### Attack on Titan: No Regrets
Rivaille faceva parte di una banda di ladri insieme al suo partner Furlan Church. Utilizzavano l'attrezzatura per la manovra tridimensionale per commettere furti e sostenersi a vicenda. Un giorno incontrano Isabel Magnolia, una ragazza inseguita dalle guardie per aver cercato di riportare in superficie un uccello ferito, e decidono di accoglierla nel loro gruppo.
Un misterioso uomo della superficie usa un ostaggio per costringere i tre ad accettare un incarico che promette in cambio la cittadinanza in superficie. Dopo aver superato la Polizia Militare, vengono arrestati dal Survey Corps, guidato da Elvin, che offre loro la possibilità di espiare i crimini unendosi al corpo.
Rivaille, Furlan e Isabel iniziano così la loro nuova vita sotto la supervisione di Flagen, riluttante a collaborare con dei criminali. Nel frattempo, Rivaille ricorda la missione affidata dal misterioso mandante: uccidere Elvin e rubare un documento. Dopo aver fallito nel trovarlo nell'ufficio di Elvin, pianificano un'imboscata durante una spedizione. Inizialmente Rivaille vuole agire da solo, ma Furlan e Isabel lo convincono a permettere loro di seguirlo. Durante la spedizione, il Survey Corps affronta un gruppo di giganti, che Rivaille e i suoi riescono a eliminare, ma vengono rimproverati da Elvin per aver sprecato gas. In seguito, Rivaille approfitta della pioggia per avvicinarsi a Elvin, ma al suo ritorno scopre che Furlan e Isabel sono stati uccisi da un'imboscata dei giganti. Accecato dal dolore, Rivaille combatte con furia l'ultimo gigante rimasto. Dopo aver scoperto che Elvin portava con sé un documento falso e che la loro missione era priva di significato, Rivaille — a cui è stato insegnato a non avere rimpianti — decide di unirsi definitivamente al Corpo di Ricognizione come seguace di Elvin.

## Altri media
Rivaille è apparso come personaggio principale, insieme a Eren, nella visual novel di Jin Haganeya Burning Bright in the Forests of the Night. È presente anche nel gioco per cellulare Granblue Fantasy e come costume nel gioco Fortnite. Il suo outfit è stato disponibile come skin a tempo limitato per Jake Park in Dead by Daylight e per Daniel Yatsu in Call of Duty: Vanguard.
Nel gennaio 2024, Rivaille è apparso insieme a Eren e Mikasa in una collaborazione epica tra Mobile Legends: Bang Bang e l'anime, dove è stato introdotto come skin per il personaggio Martis.

## Accoglienza

### Popolarità

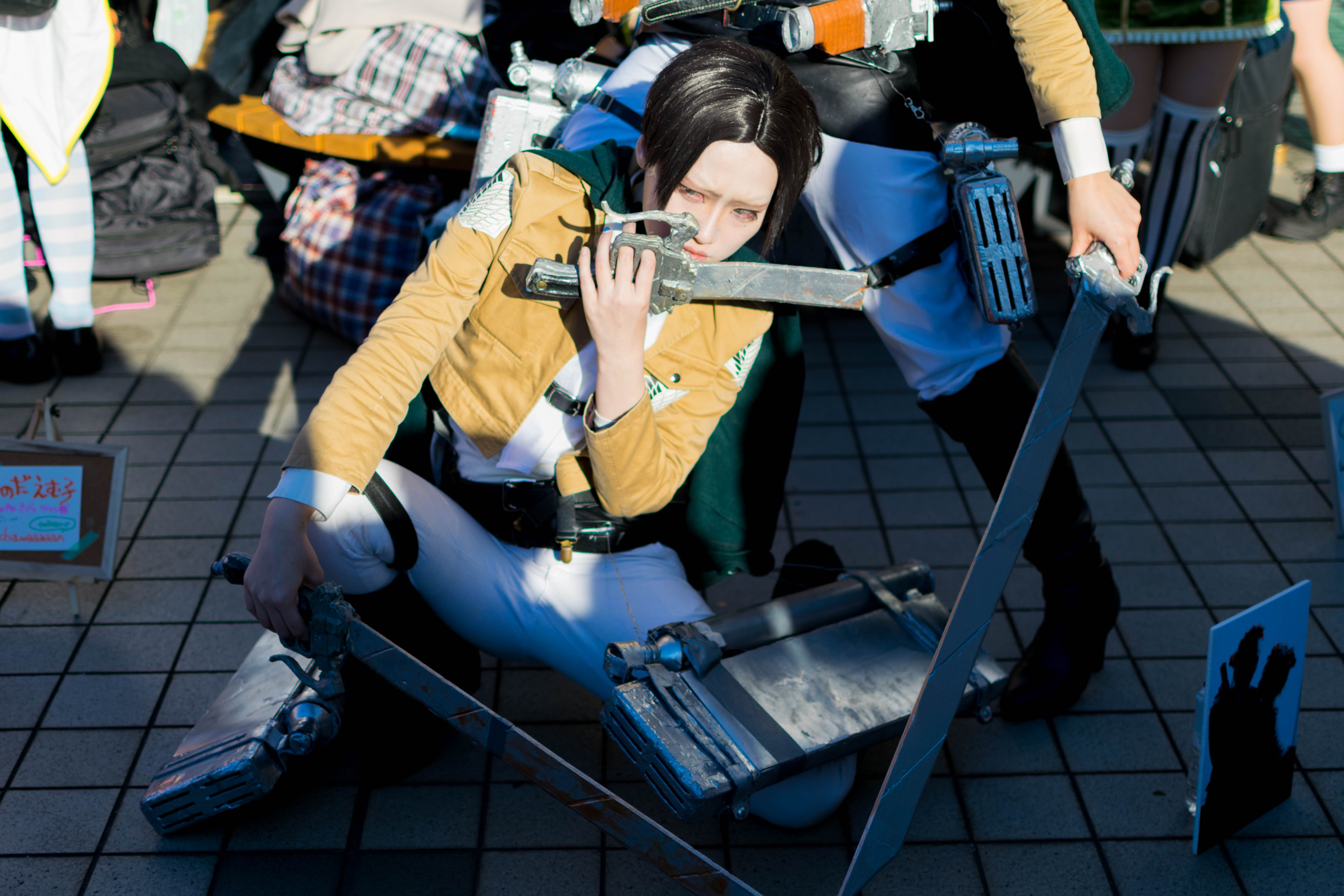
Cosplayer di Rivaille

Al 3° Newtype Anime Awards Rivaille è stato votato come quinto miglior personaggio maschile, mentre Hiroshi Kamiya ha ottenuto il secondo posto come miglior doppiatore. Agli Animedia Character Awards, Rivaille si è classificato terzo nella categoria Most Valuable Player. Al 36º Anime Grand Prix, è stato votato come miglior personaggio maschile.
Nel 3º BTVA Anime Dub Awards, Matthew Mercer è stato nominato per il ruolo di Rivaille. Al 7° Newtype Anime Awards, Rivaille si è classificato nuovamente quinto nella categoria Miglior personaggio maschile. Nel sondaggio dei fan organizzato da Funimation per il Decennio degli Anime, Rivaille è stato selezionato come uno dei cinque vincitori nella categoria "Best Boys of the Decade". Inoltre, ai 4° Crunchyroll Anime Awards, la sua battaglia contro il Gigante Bestia è stata nominata come una delle migliori scene di combattimento. Sono stati sviluppati numerosi articoli di merchandising ispirati al personaggio, con particolare apprezzamento da parte dei fan per le espressioni facciali accuratamente riprodotte nelle sue figurine.

### Critica
Durante una recensione della prima stagione Complex.com ha definito Rivaille come una "speranza" all'interno dell'anime L'attacco dei giganti, sottolineando la sua capacità di uccidere facilmente i giganti da solo, soprattutto in un episodio in cui il protagonista Eren viene divorato con orrore. Il sito ha paragonato Rivaille a Daryl Dixon (The Walking Dead), ma ha osservato che, con la rivelazione della natura di Eren come gigante capace di sconfiggere altri giganti, l'attenzione si è gradualmente spostata su quest'ultimo, mettendo Rivaille temporaneamente in ombra. L'incontro di Rivaille con Kenny Ackermann è stato ampiamente lodato per la coreografia del combattimento e per l'approfondimento del suo retroscena. Anime News Network ha elogiato il doppiaggio di Matthew Mercer per aver reso il personaggio di Rivaille ancora più affascinante per il pubblico. Anche la relazione tragica tra Rivaille e Kenny è stata ben accolta, in particolare per la gestione narrativa della loro riconciliazione e della conclusione dei loro conflitti nella terza stagione.
Dopo la fine della stagione 3 Den of Geek ha espresso grande attesa per le azioni future di Rivaille, chiedendosi se sarebbe stato in grado di uccidere Eren in seguito al drastico cambiamento dello status quo. Comic Book Resources ha elogiato ampiamente le sue scene di combattimento, dedicando un intero articolo alle dieci migliori battaglie della serie, con lo scontro contro Zeke in cima alla classifica. Recensendo il primo volume di No Regrets per The Fandom Post, Kate O'Neil ha evidenziato lo status di Rivaille come personaggio amatissimo dai fan, scrivendo: "Spesso mi chiedo quanto del retroscena di questi spin-off derivi dalle note dell'autore originale o da un tentativo dello scrittore dello spin-off di rispondere ai desideri della fanbase", discutendo anche della sua dinamica con Elvin. Anime News Network ha ritenuto l'adattamento OAV di No Regrets degno di visione per i fan di Rivaille, notando che il suo retroscena e le relazioni con gli altri personaggi contribuiscono in modo significativo alla costruzione del suo carattere nella serie principale. Pur riconoscendo solo lievi differenze tra gli OAV e l'anime, UK Anime Network ha trovato lo spin-off interessante per l'approfondimento del legame tra Rivaille ed Elvin, così come per la motivazione di Rivaille a cercare una vita migliore dopo un'infanzia passata nei sotterranei. Ha inoltre affermato che Rivaille si distingue come uno dei migliori protagonisti dell'intero franchise, superando persino Eren, Mikasa e Armin. Tuttavia, un altro autore ha criticato il retroscena di Rivaille, ritenendolo confuso e non necessario per comprendere la trama generale o le relazioni tra i personaggi nella serie principale.